# Zacznijcie rewolucję beze mnie
Zacznijcie rewolucję beze mnie – amerykańska komedia z 1970 roku.

## Główne role
- Gene Wilder - Claude/Philippe
- Donald Sutherland - Charles/Pierre
- Hugh Griffith - król Ludwik
- Jack MacGowran - Jacques
- Billie Whitelaw - królowa Marie
- Victor Spinetti - książę d'Escargot
- Ewa Aulin - Christina
- Helen Fraser - Mimi
- Rosalind Knight - Helene de Sisi
- Harry Fowler - Marcel
- Murray Melvin - ślepiec
- Ken Parry - dr Boileau
- Maxwell Shaw - książę de Sisi
- Jacques Maury - porucznik Sorel
- Graham Stark - Andre Coupe
- Barry Lowe - sierżant
- George A. Cooper - dr Duval
- Michael Rothwell - Paul Duval
- Denise Coffey - Anne Duval
- Orson Welles - narrator

## Fabuła
Francja, koniec XVIII wieku. Dwaj wieśniacy, Claude i Charles przez pomyłkę zostają wzięci za szlachciców. Ale zbliża się rewolucja francuska i trzeba wiać. Obydwu panom grozi gilotyna, a ucieczka z Paryża nie będzie należała do łatwych.